# Agathis maetoi
Agathis maetoi är en stekelart som beskrevs av Michael J. Sharkey 1996. Agathis maetoi ingår i släktet Agathis och familjen bracksteklar. Inga underarter finns listade i Catalogue of Life.